# Antoni Bazyli Dzieduszycki
Antoni Baptysta Bazyli Dzieduszycki herbu Sas (ur. 14 czerwca 1757 w Psarach w Brzeżańskiem, zm. 11 grudnia 1817 w Miropolu) – hrabia, kierownik polskiej polityki zagranicznej po uchwaleniu Konstytucji 3 maja i insurekcji kościuszkowskiej, pisarz wielki litewski od 1781, wolnomularz, sekretarz Rady Nieustającej w 1788 roku do spraw zagranicznych, sekretarz do spraw zagranicznych Straży Praw, szef kancelarii Gabinetu Ekspedycji Zagranicznych w 1792 roku, dyrektor poczt, konsyliarz w latach 1786–1795, pracownik gabinetu Stanisława Augusta Poniatowskiego.

## Życiorys
Był synem Tadeusza generała lejtnanta i cześnika wielkiego koronnego i Salomei z Trembińskich.
W 1776 był kopistą w Departamencie Interesów Cudzoziemskich Rady Nieustającej. W 1777 wyjechał wraz z ministrem pełnomocnym Karolem Boscamp-Lasopolskim do imperium osmańskiego. Po 1779 był przez dwa lata polskim Chargé d’affaires w Stambule. W 1782 mianowany sekretarzem Rady Nieustającej do spraw zagranicznych. Był posłem na sejm 1786 roku z województwa inflanckiego.
Towarzyszył królowi Stanisławowi Augustowi Poniatowskiemu na zjazd kaniowski w 1787. Od cesarzowej Katarzyny II otrzymał wówczas tabakierę kameryzowaną brylantami. Obecny był w czasie spotkania króla Polski z cesarzem Józefem II w Korsuniu.
Po uchwaleniu konstytucji 3 maja został sekretarzem stanu do spraw zagranicznych Straży Praw. Wyjechał do Drezna by przekonać elektora do przyjęcia wyboru na przyszłego króla. W sierpniu 1791 był obecny na zjeździe cesarza Leopolda II z królem pruskim Fryderykiem Wilhelmem II w Pillnitz.
Był sekretarzem konfederacji targowickiej. W latach 1792–1793 był dyrektorem generalnym poczt z roczną pensją 100 000 złotych polskich. Prowadził także prywatną korespondencję króla. Po wznowieniu Rady Nieustającej był zastępcą sekretarza do spraw zagranicznych. Członek Zgromadzenia Przyjaciół Konstytucji Rządowej.
Po wybuchu powstania kościuszkowskiego został 19 kwietnia 1794 członkiem Rady Zastępczej Tymczasowej, od 23 kwietnia stanął na czele jej Wydziału Dyplomatycznego. Po utworzeniu Rady Najwyższej Narodowej został zastępcą radcy RNN. Członek Tymczasowej Dyrekcji Biletów Skarbowych i dyrektor bezpłatny Dyrekcji Biletów Skarbowych.
W 1787 ożenił się z Marianną Koźmińską. Miał synów Henryka (1795–1845) i Ignacego (1798–1828). 
W 1781 odznaczony Orderem Świętego Stanisława, w 1790 otrzymał Order Orła Białego. 
W 1801 otrzymał starostwo i wójtostwo w Tłumaczu w zamian za swoje majątki rodzinne m.in. w Kosowie, przejęte przez władze austriackie.
Był członkiem loży wolnomularskiej Świątynia Izis w XVIII wieku.